# Schwamendingen
Schwamendingen (toponimo tedesco) è il distretto 12 del comune svizzero di Zurigo, nel Canton Zurigo (distretto di Zurigo); nel 2012 contava 29 445 abitanti.

## Storia

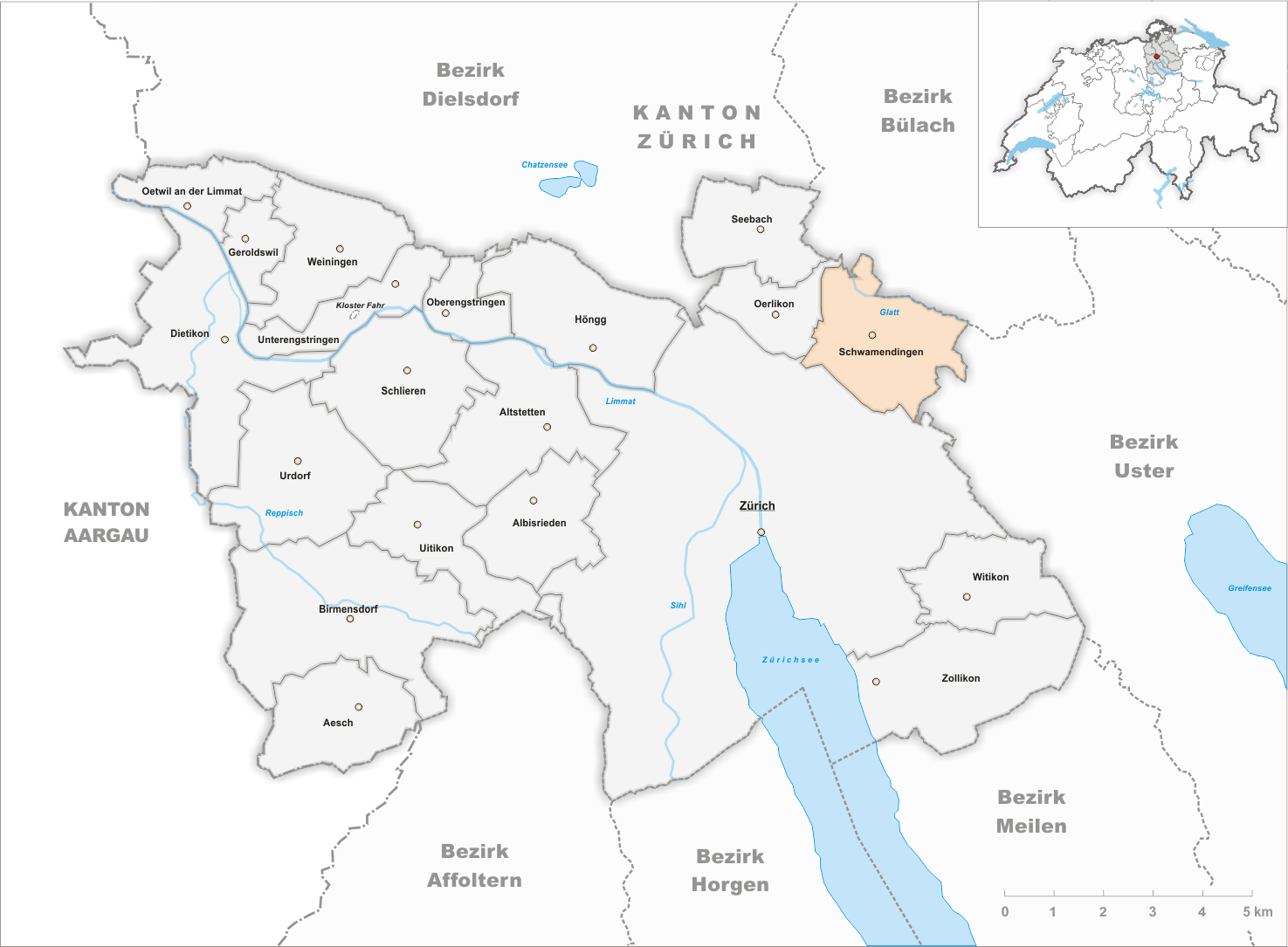
Il territorio del comune di Schwamendingen prima degli accorpamenti comunali del 1934

Già comune autonomo dal quale nel 1872 era stata scorporata la località di Oerlikon, divenuta comune autonomo, nel 1934 è stato accorpato al comune di Zurigo assieme agli altri comuni soppressi di Affoltern, Albisrieden, Altstetten, Höngg, Oerlikon, Seebach e Witikon. Dopo l'incorporazione formò, assieme ad Affoltern, Oerlikon e Seebach, il distretto 11; dal 1971 Schwamendingen costituisce un distretto a sé stante.

## Monumenti e luoghi d'interesse

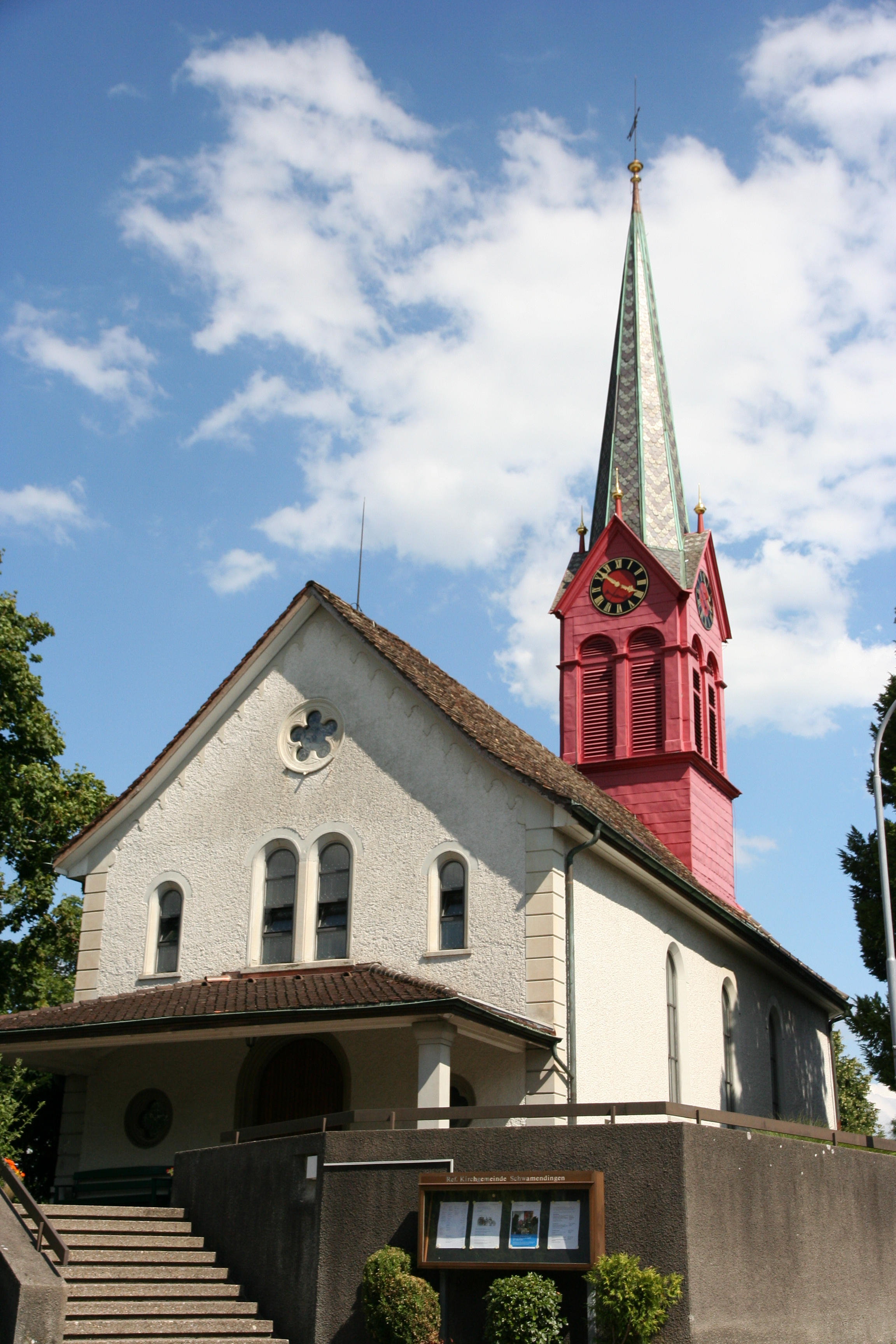
La chiesa riformata

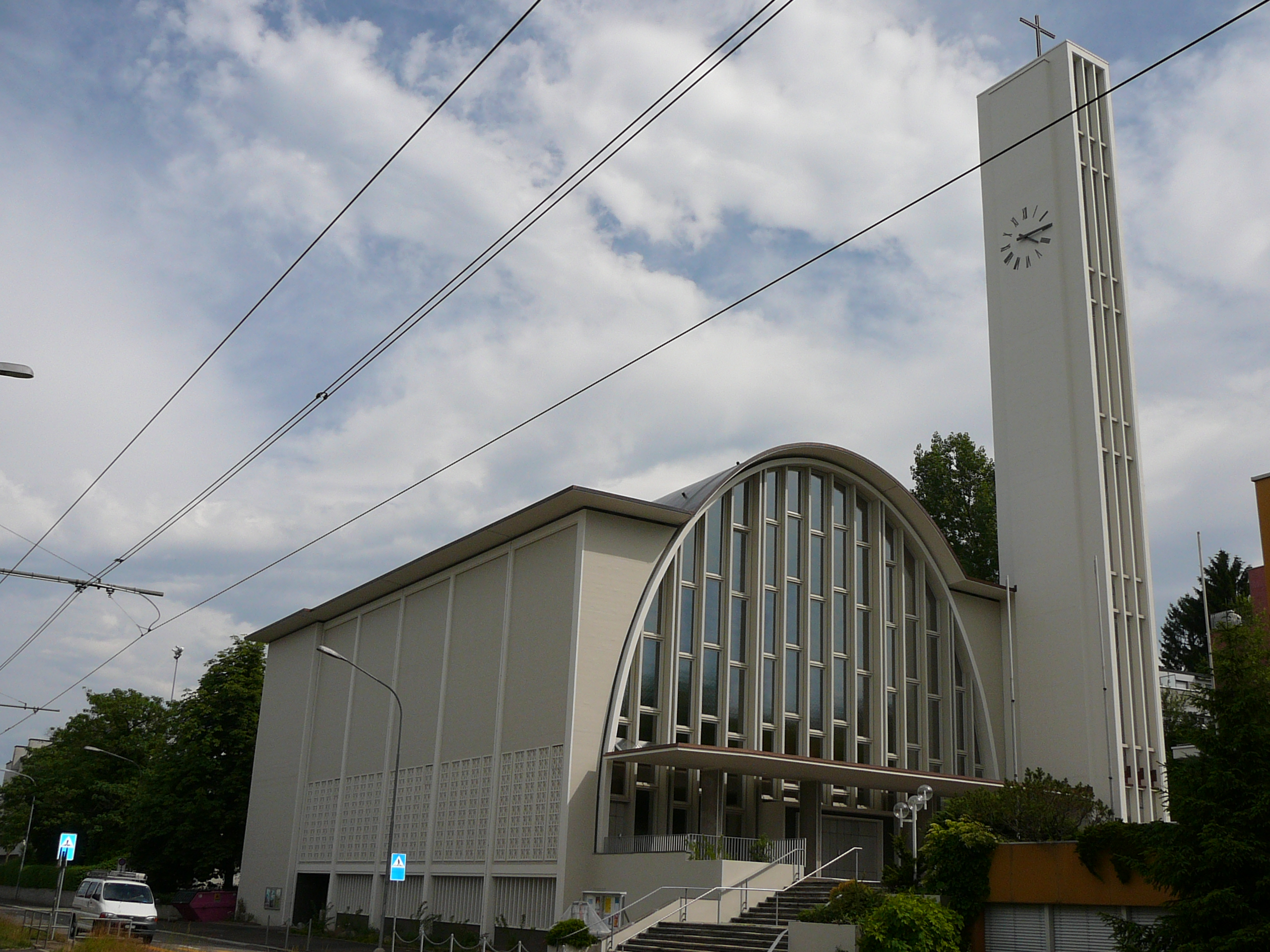
La chiesa di San Gallo

- Chiesa riformata (già di San Nicola), attestata dal 1271 e ricostruita nel XV secolo e nel 1674[1];
- Chiesa cattolica di San Gallo, eretta nel 1957[1].

## Società

### Evoluzione demografica
L'evoluzione demografica è riportata nella seguente tabella:
Abitanti censiti

## Geografia antropica

### Quartieri
Dal 1971 il distretto è suddiviso in tre quartieri:
- Saatlen
- Schwamendingen-Mitte
- Hirzenbach

## Amministrazione
Ogni famiglia originaria del luogo fa parte del cosiddetto comune patriziale e ha la responsabilità della manutenzione di ogni bene ricadente all'interno dei confini del comune.